# Johannes Nohl
Albert Johannes Nohl (* 8. August 1882 in Berlin; † 22. Januar 1963 in Jena) war ein deutscher Schriftsteller und Anarchist.

## Leben
Johannes Nohls Eltern waren der Gymnasiallehrer Hermann Nohl und dessen Frau Gabriele, geb. Doepke. Er wuchs mit zwei älteren Geschwistern auf und besuchte ab 1892 das Berlinische Gymnasium zum Grauen Kloster, wo u. a. Eduard Spranger sein Mitschüler war. 1903 bestand er unter dem Direktorat von Ludwig Bellermann sein Abitur. Nohl studierte zunächst in Berlin und später in München Theologie, wechselte dann jedoch an die Philosophische Fakultät, um sich der Literatur, Philosophie und Kunstgeschichte zu widmen. Ein Zerwürfnis mit seinem Vater beendete seine Studienzeit.
Johannes Nohl bewegte sich lange in den Kreisen der Bohème, wohnte zeitweise im Umkreis der Künstlerkolonie von Monte Verità in Ascona. Nach 1918 machte er sich als freier Schriftsteller in Berlin sesshaft, zumeist am Rande des Existenzminimums lebend. Das Adressbuch verzeichnete ihn 1943 als Schriftsteller in der Moritzstraße 7. 1945 entschied er sich, in die Ostzone zu ziehen, wurde Mitglied der SED und wohnte bis zu seinem Tod in Weimar.
Johannes Nohl war vom Wirken und Wesen Stefan Georges tief beeindruckt und zählte lange Jahre zu dessen Kreis, obwohl seine Einstellung mit den Jahren kritischer wurde. Über Stefan George tauschte er sich regelmäßig mit seinem Bruder Herman Nohl aus und beeinflusste in vielerlei Hinsicht auch dessen sozialpädagogische Ideen.
Er war befreundet – eine Zeitlang als Lebenspartner – mit Erich Mühsam, bekannt mit Otto Gross, Kurt Münzer und dem Basler Bildhauer August Suter. Als Schüler von Sigmund Freud und Otto Gross betätigte er sich als freier Psychotherapeut und zählte u. a. Hermann Hesse zu seinen Analysanden. 
Von seinem Bruder, dem bekannten Pädagogen Herman Nohl, fühlte er sich „als eine peinliche Angelegenheit, über die man am besten schweigt“, behandelt; von diesem wurde er allerdings zeitlebens finanziell unterstützt.
Johannes Nohl heiratete 1918 in Ascona die aus Łódź stammende Ärztin Iza-Gustava Gabriele Prussak (* 1886), mit der er zwei Kinder hatte; den Sohn Friedrich August Nohl (* 31. Januar 1918) und die Tochter Ursula Nohl, verheiratete Berkel (* 12. Mai 1919). 1927 wurde die Ehe geschieden. 1950 heiratete er in zweiter Ehe die Schriftstellerin Dora Wentscher. Johannes Nohl ist der Großvater des deutschen Schauspielers Christian Berkel.

## Eigene Werke
- Der Schwarze Tod. Eine Chronik der Pest 1348 bis 1720. Unter Benutzung zeitgenössischer Quellen. Kiepenheuer, Potsdam 1924 (Bearbeitung)
- Goethe als Maler Möller in Rom. Kiepenheuer, Weimar 1955.

## Herausgeberschaft
- Alexander Weill: Der Bauernkrieg. Mit einem Vorwort von Johannes Nohl. Kiepenheuer, Weimar 1947.
- Heinrich Heine: Buch der Lieder. Nachwort von Johannes Nohl. Kiepenheuer, Weimar 1947.
- Peter Kropotkin: Die Französische Revolution. 1789–1793. Einzige berechtigte deutsche Ausgabe von Gustav Landauer. Mit einer Einleitung von Johannes Nohl. Kiepenheuer, Weimar 1948.
- Johann Gottfried Herder: Journal meiner Reise im Jahre 1769. Einleitung von Johannes Nohl. Kiepenheuer, Weimar 1949.